# Beverley Harper
Beverley Harper (* 1941 in New South Wales (Australien); † 9. August 2002 in Beverly Hills) war eine australische Schriftstellerin.
Sie reiste 1967 mit 26 Jahren nach Afrika, wo sie für ein Jahr bleiben wollte. Daraus wurden dann fast 20 Jahre. Ihre Bücher sind im englischsprachigen Raum sehr erfolgreich.
Das Schreiben brachte sie sich selbst bei. Einen von ihr belegten Kurs für professionelles Schreiben begann sie zwar, vollendete ihn jedoch nie.
Ihren ersten Roman – Storms over Africa – veröffentlichte sie im Jahr 1985.
Der Lübbe Verlag veröffentlichte die meisten ihrer atmosphärischen Werke, zu denen sie sich vom afrikanischen Kontinent inspirieren ließ.
Im August 2002 starb die Schriftstellerin in Beverly Hills an den Folgen einer Krebserkrankung. Ihre Asche wurde nach Afrika gebracht.

## Werke
Soweit nichts anderes angegeben, sind die deutschen Ausgaben der Bücher beim Lübbe Verlag erschienen:
- Storms over Africa (1985)
Sturm über verschlungenen Pfaden (2004)
- Edge of the Rain (1997)
Das Herz von Afrika (Rowohlt Verlag wunderlich 2000)
- Echo of an Angry God (1998)
Das Gold der Malawi (Rowohlt Verlag wunderlich 2000)
- People of Heaven (2000)
Sonne über dunklem Land (2003)
- The forgotten Sea (2000)
Im ersten Glanz der Sonne (2007)
- Jackal's Dance (2001)
Heller Mond in schwarzer Nacht (2005)
- Shadows in the Grass (2002)
Im letzten Schein der Sterne (2006)
- Footprints of Lion (2004)
Das Flüstern des Windes (2007)